# Podmoky (Nymburki járás)
Podmoky település Csehországban, a Nymburki járásban. Podmoky Vrbice, Senice, Velenice, Městec Králové és Opočnice településekkel határos. Lakosainak száma 207 fő (2024. január 1.).

## Népesség
A település lakosságának változását az alábbi diagram mutatja:
| Lakosok száma | 429  | 479  | 579  | 340  | 211  | 166  | 203  | 195  | 203  | 207  |
|               | 1869 | 1890 | 1921 | 1950 | 1980 | 2001 | 2017 | 2019 | 2022 | 2024 |